# عبید الطویله
عبید الطویله (انگلیسی: Obaid Mohamed؛ زادهٔ ۱ ژانویهٔ ۱۹۷۹) یک بازیکن فوتبال اهل امارات متحده عربی است.
وی همچنین در تیم ملی فوتبال امارات متحده عربی بازی کرده‌است.